# Viewegs Garten

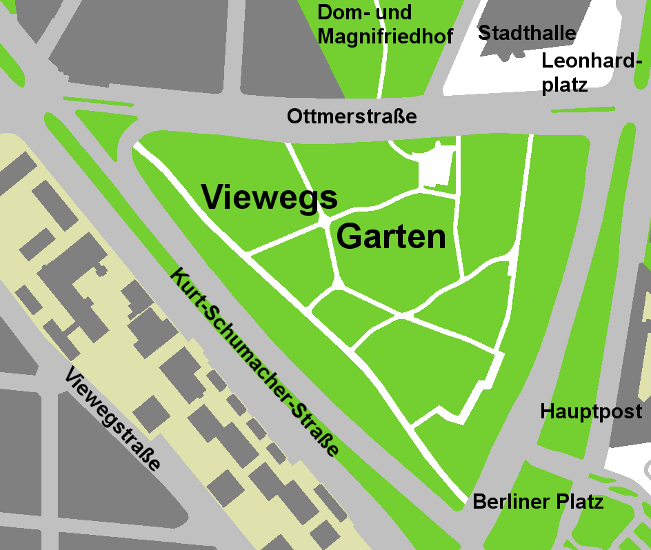
Karte des Parks

Blick vom Hauptbahnhof auf Viewegs Garten

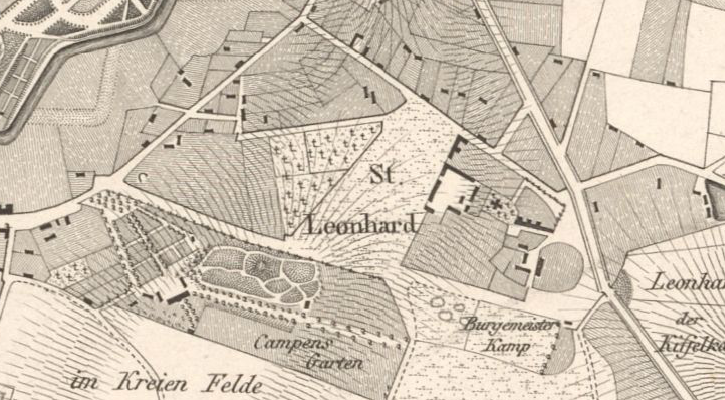
Plan von 1835 mit Campes Garten

Viewegs Garten ist eine dreieckförmige Parkanlage im Braunschweiger Stadtbezirk Viewegsgarten-Bebelhof in der Nähe des Hauptbahnhofs, gegenüber der ehemaligen Braunschweiger Hauptpost mit einer Fläche von 5,74 Hektar. Obwohl Viewegs Garten aus dem 18. Jahrhundert stammt, präsentiert er sich heute durch seine Umgestaltung in den 1960er Jahren als moderner Park. Nördlich des Viewegs Gartens befindet sich der Dom- und Magnifriedhof. Neben einem Kinderspielplatz besitzt er einen kleinen Hügel und am Berliner Platz eine Terrasse mit Blick auf den Hauptbahnhof und das Dampflokdenkmal; daneben befindet sich die Skulptur „Stütze und Last“.

## Geschichte

### Vorgeschichte
Ursprünglich waren auf dem späteren Gartengelände Felder und ein Hügel mit zwei Windmühlen. Eine der Mühlen gehörte zum Hospital St. Leonhard. Die letzte der beiden Windmühlen wurde 1751 abgerissen. Dann erwarb der braunschweigische Minister Heinrich Bernhard Schrader von Schliestedt (1706–1773), zunächst zwischen 1755 und 1765, insgesamt 48 „Braunschweigische Morgen“, etwa 11 Hektar, und wandelte sie in einen Garten um, über den aber wenig bekannt ist.
Der Garten war ein Teil des früheren Kreyenfeld bzw. Krähenfelds in der späteren Außenstadt und reichte im Norden mit dem ehemaligen Windmühlenberg (nicht identisch mit dem heutigen Windmühlenberg der sich auf der ehemaligen Stadtbefestigung befindet) bis an Glacis bzw. der Stadtbefestigung der Innenstadt heran.

### Roger von Drake
Der Engländer Roger von Drake übernahm 1778 den Garten und baute ihn im englischen Stil um. Er bepflanzte ihn mit fremdländischen Gehölzen und legte in Schlangenlinien verlaufende Wege an.
"An dem Relief änderte Drake jedoch nur wenig, so dass die ursprüngliche Plateausituation im Bereich des vermutlich zunächst architektonisch streng gehaltenen Gartens nahezu unverändert erhalten blieb. Auch wurde das Haus nicht an den höchsten Punkt des Geländes gerückt, um einen möglichst weiten Ausblick zu erhalten. Hieraus wird deutlich, dass der Garten Drakes wohl in Erinnerung an seine englische Heimat im neuen landschaftlichen Stil gestaltet werden sollte; jedoch bestand nicht die Absicht zu umfassenden Veränderungen. Der Garten kann daher auch in seinem heute zu besichtigenden Umfang nicht als klassisches Beispiel eines Landschaftsgartens dieser Zeit bezeichnet werden. Ein solcher entstand vielmehr nur wenige Wegeminuten entfernt an der Oker im Umfeld des Schlösschens Richmond."
Tute und Köhler nehmen an, dass von Drake in den Glauben war, sich bald wieder von seinem Besitz trennen zu müssen. 1792 verkaufte er den Garten an den Geheimen Etatrat Reichsgraf von Lüttichau.

### Campes Garten

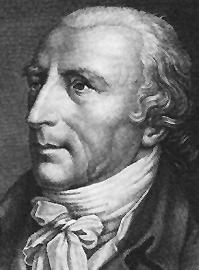
Joachim Heinrich Campe

Nach A. H. Lehne erwarb Joachim Heinrich Campe 1797 größere Bereiche des sogenannten „Kreyenfeldes“ (Krähenfeld) für billiges Geld, behielt aber nur den Garten. Den Rest habe er nun mit Gewinn verkauft.
"Die von Drake begonnene Umwandlung des ursprünglich geometrisch gestalteten Gartens wurde von Campe fortgesetzt. Auch Campe löste sich jedoch nicht vollends von der überkommenen Gestalt des Gartens und beließ vor allem die repräsentative zur Villa hinaufsteigende Hauptzufahrt in ihrer architektonisch-geradlinigen und durch zwei Ovalformen untergliederten Form. Ganz im Sinne der Zeit war der Garten in Einzelbezirke aufgeteilt, die "Bilder" darstellten und zu philosophischen Betrachtungen vor allem moralisch-erzieherischer Art Anlass geben sollten. Insoweit war der Garten von Campe mit dem 1768 entstandenen Wörlitzer Park bei Dessau eher vergleichbar als mit dem Richmondpark von Braunschweig, dessen Gestaltung ohne Elemente der Belehrung vorgenommen wurde bzw. das ästhetisch-gartenkünstlerische Interesse in den Vordergrund aller Maßnahmen stellte."
In seinem Tagebuch betonte Campe, dass er dort eigenhändig 33.000 Bäume gepflanzt habe. Am 22. Oktober 1818 starb er und wurde wie von ihm gewünscht in seinem eigenen Garten beigesetzt. Heute befindet sich die Familiengrabstätte auf dem Dom- und Magnifriedhof, da beim Bau der Kurt-Schumacher-Straße das Familiengrab aufgelöst und umgesetzt wurde. Im Park wurde für ihn ein Gedenkstein errichtet. Der heutige Name „Viewegs Garten“ geht auf den Schwiegersohn Campes, den Verlagsbuchhändler Friedrich Vieweg (1761–1835) zurück.

### Öffentliche Parkanlage

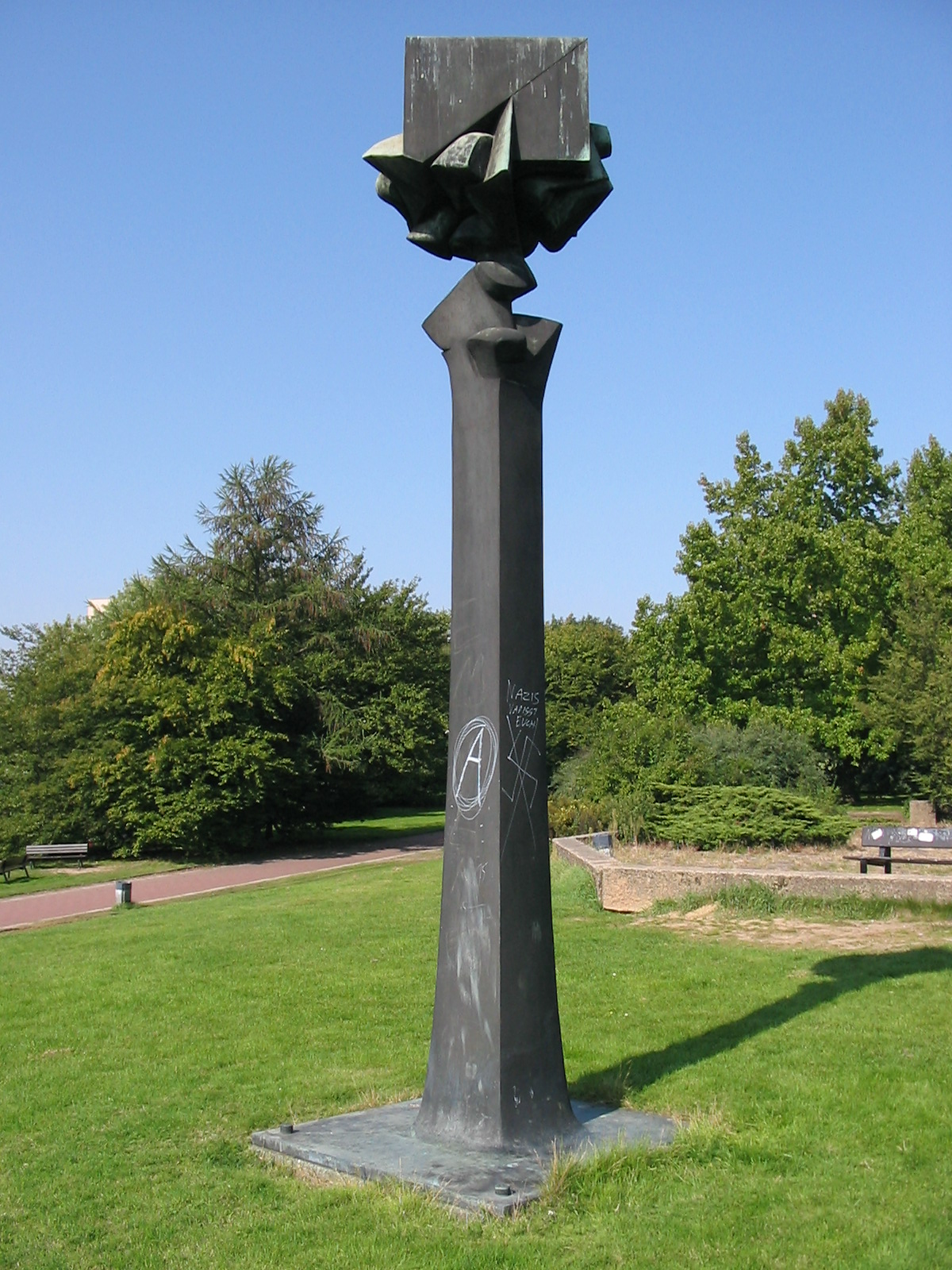
Die Skulptur „Stütze und Last“

Im Februar 1935 wurde Viewegs Garten von der Stadt Braunschweig erworben.
Als der Braunschweiger Hauptbahnhof in den 1950er Jahren an den ehemaligen Ostbahnhof verlegt wurde, wurden im Umfeld auch umfangreiche Umgestaltungsmaßnahmen der Freiflächen, Straßen- und Bauflächen begonnen. Mit dem Bau der neuen Bahnhofsstraße, der Kurt-Schumacher-Straße, musste ein Teil von Viewegs Garten aufgegeben werden und die historistische Villa im Garten abgerissen werden. Jedoch wurde der Park im Osten und im Süden bis an den Berliner Platz erweitert. Diese Maßnahmen waren 1960 abgeschlossen, anschließend wurden die neuen Flächen des Parks bepflanzt. Parallel zur Kurt-Schumacher-Straße wurde ein breiter Gehweg angelegt. In der südlichen Spitze des Parks wurde eine Terrasse mit Bänken angelegt. Am 19. Dezember 1967 wurde die Bronzeplastik "Große Säulenkaryatide Braunschweig" vom Bildhauer Fritz Koenig aus München in der Nähe des Berliner Platzes aufgestellt. Heute trägt sie den Namen „Stütze und Last“.
Ab 2006 wurde der Viewegs Garten über mehrere Jahre saniert. Die Wege wurden erneuert, Ziergitter aufgestellt, neue Bäume gepflanzt und Beete mit Blumen und Bodendeckern angelegt.
2014 beteiligte sich die Stadt an dem bundesweiten Projekt Drei Bäume für Deutschlands Einheit. Aus diesem Anlass wurde das Kunstwerk Stütze und Last von Fritz Koenig als Standort und Mittelpunkt der Baumpflanzungen ausgewählt, die am 2. Oktober 2014 unter der Beteiligung des Oberbürgermeisters stattfand. Dabei wurden eine Buche, eine Kiefer und eine Eiche in Form eines Dreiecks gepflanzt.

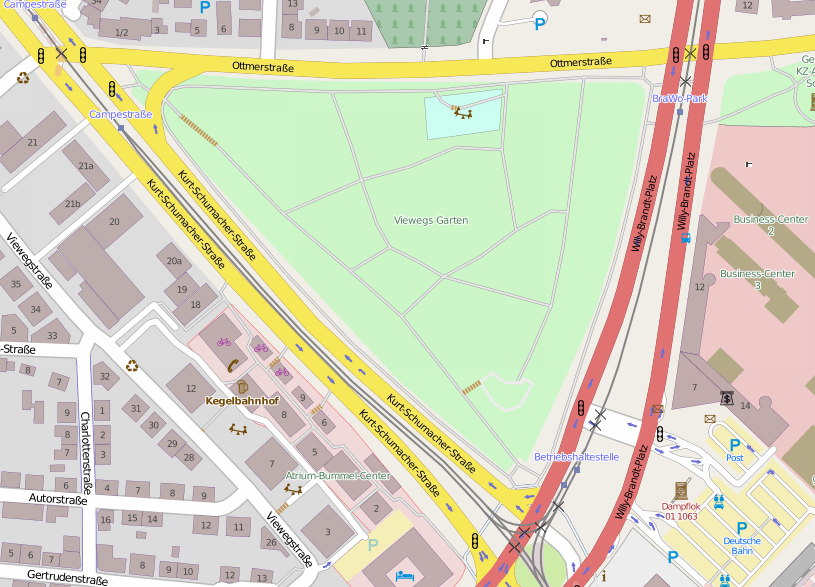
Plan des Viewegs Gartens 2014